# Hussitter
Hussitter (tjekkisk: Husité eller Kališníci) var en præ-protestantisk kristen bevægelse, der fulgte den tjekkiske reformist Jan Hus' lære, der blev den bedst kendte repræsentant for den böhmiske revolution.
Hussitterbevægelsen begyndte i Kongeriget Böhmen og spredte sig hurtigt til den bøhmiske krones landområder, inklusive Mähren og Schlesien. Den gjorde også indtog i de nordlige dele af Kongeriget Ungarn (nutidens Slovakiet), men blev afvist og deres soldater blev kendt som en skændsel for at plyndre i de områder, hvor de var. Der var også meget små midlertidige samfund i Polen-Litauen og Transylvanien, der flyttede til Böhmen efter at være blevet konfronteret med religiøs intolerence. Det var en regional bevægelse, der ikke formåede at udvide sig ud over disse grænser. Hussitterne opstod som en majoritet af utraquist-bevægelsen med en stor taboritter-fraktion, og mindre regionale fraktioner inklusive adamitter, orebitter og sirotci. Blandt de store hussitter-teologer er bl.a. Petr Chelcicky og Jerome af Prag. Flere tjekkiske nationalhelte var hussitter, inklusive Jan Žižka, der ledte en voldsom modstandsbevægelse mod fem på hinanden følgende korstog, der blev udskrevet mod hussitterne i Böhmen af pave Martin 5.. Hussitterne var en af de vigtigste forløbere for reformationen. Denne ovevejende religiøse bevægelse blev drevet frem af sociale problemer og styrkede den tjekkiske nationale bevidsthed.
Efter Konsilet i Konstanz snød Jan Hus med et skadeserstatningsbrev, og herefter retsforfulgte ham for kætteri og brændte ham på bålet den 6. juli 1415, blev hussitterkrigene (1420–1434) udkæmpet, hvor de kæmpede for deres religiøse og politiske sag. Efter krigene blev afsluttet, endte de katolskstøttede utraquister som sejrherre i konflikten med taboritterne, og de blev den mest almindelige repræsentation af hussittertroen i Böhmen. Katolikkerne og utraquisterne blev emanciperede i Böhmen efter den religiøse fred i Kutná Hora i 1485.
Böhmen og Mähren, der i dag begge er områder i Tjekkiet, forblev hussitter-områder i to århundrede indtil den romerskkatolske kristendom blev genindført af den tysk-romerske kejser efter slaget ved Det Hvide Bjerg i 1620 under trediveårskrigen. Som følge af disse begivenheder, og århundreder med forfølgelse fra Huset Habsburg, er hussittertraditionerne i dag kun repræsenteret i den Herrnhutiske Brødremenighed, de bøhmiske brødre og den tjekkoslovakiske hussitterkirke.